# Тазбичинское сельское поселение
Тазбичинское се́льское поселе́ние — муниципальное образование в Итум-Калинском районе Чечни Российской Федерации.
Административный центр — село Тазбичи.

## История

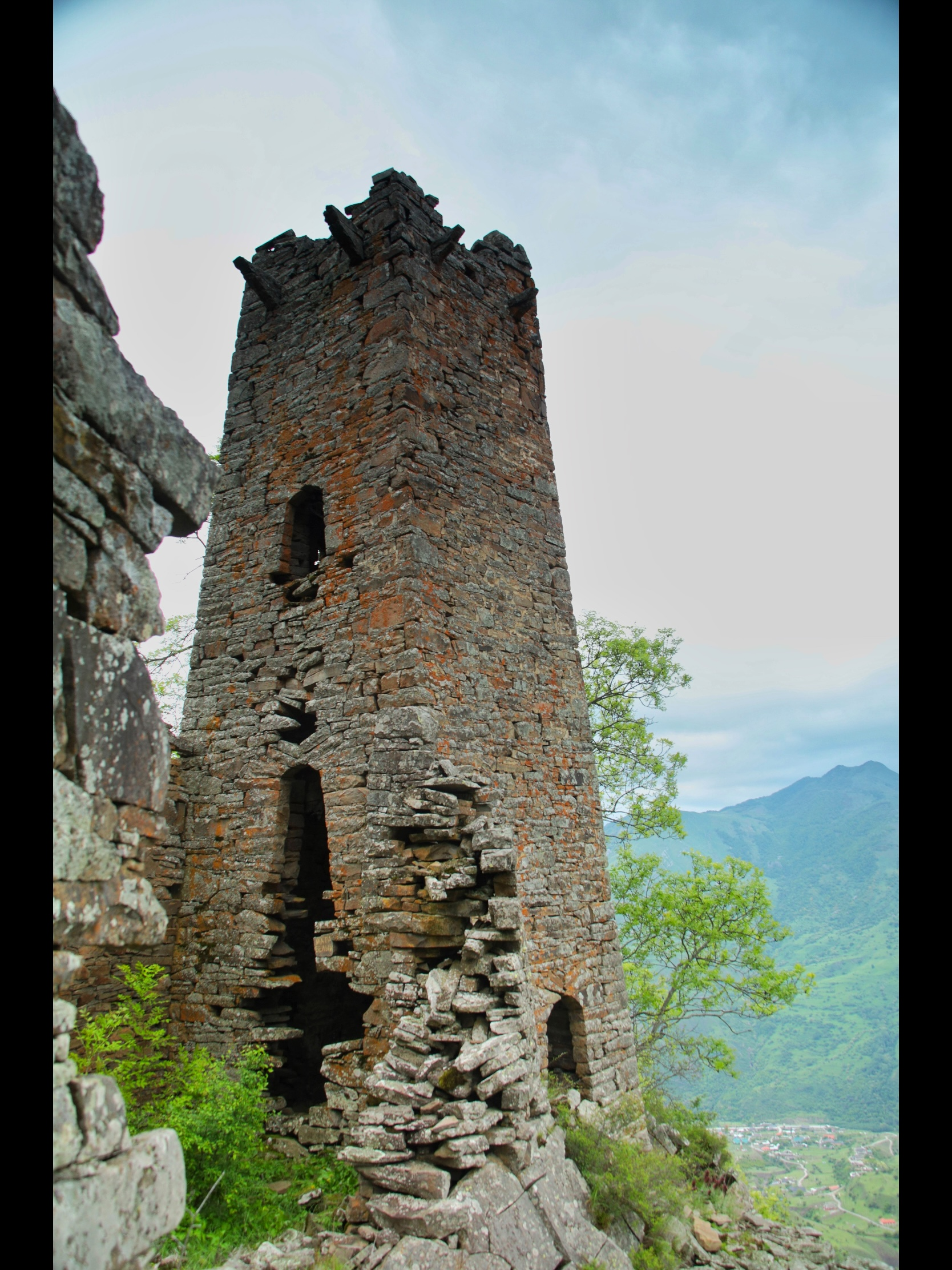
Одна из башен в Тазбичинском поселении (Бай-Кхали)

Статус и границы сельского поселения установлены Законом Чеченской Республики от 14 июля 2008 года № 46-РЗ «Об образовании муниципального образования Итум-Калинский район и муниципальных образований, входящих в его состав, установлении их границ и наделении их соответствующим статусом муниципального района, городского и сельского поселения».

## Население
| 2010 | 2012 | 2013 | 2014 | 2015  | 2016  | 2017 |
| ---- | ---- | ---- | ---- | ----- | ----- | ---- |
| 739  | ↗778 | ↗796 | ↗838 | ↗873  | ↗901  | ↗944 |
| 2018 | 2019 | 2020 | 2021 | 2023  | 2024  |      |
| ↗960 | ↗987 | ↗996 | ↘976 | ↗1000 | ↗1012 |      |

## Состав сельского поселения
| № | Населённый пункт | Тип населённого пункта | Население |
| - | ---------------- | ---------------------- | --------- |
| 1 | Верхний Цамадой  | село                   | →0        |
| 2 | Тазбичи          | село                   | ↘739      |
| 3 | Хелди            | село                   | →0        |